# Střední všeobecně vzdělávací škola
Střední všeobecně vzdělávací škola, běžně též nazývaná zkratkou SVVŠ, byl od roku 1960 druh tříleté školy, který poskytoval všeobecné vzdělání s maturitou a připravoval především ke studiu na vysokých školách.

## Vznik středních všeobecně vzdělávacích škol
Od roku 1953 do roku 1960 byla podle zákona 31/1953 Sb. zkrácena povinná školní docházka z devíti na osm let. Návazně na to byla zrušena gymnázia a střední všeobecné vzdělání poskytovaly poslední tři ročníky (výběrové) jedenáctileté střední školy (JSŠ).
Tento vzdělávací systém byl zachován sedm let. Od roku 1959 byly pokusně zaváděny tzv. dvanáctileté školy. V roce 1960 byl schválen zákon o soustavě výchovy a vzdělání 186/1960 Sb. V rámci účinnosti tohoto zákona byly obnoveny devítileté základní školy. Tříleté výběrové studium, které navazovalo na devítileté základní vzdělání, se osamostatnilo pod názvem střední všeobecně vzdělávací škola (SVVŠ).

## Zaměření výuky
V rámci různých typů středního vzdělání (střední všeobecně vzdělávací škola, odborná učiliště, učňovské školy, střední odborné školy, střední školy pro pracující) mělo docházet k jejich sbližování a k propojování výuky s praxí. Zákon sice uváděl, že jedním z hlavních cílů střední všeobecně vzdělávací školy měla být příprava pro studium na vysoké škole, SVVŠ však měla poskytnout i základy odborného vzdělání (§12 Školského zákona 186/1960 Sb.).
Brzy se tako koncepce ukázala jako příliš náročná a od roku 1964 se snižoval počet hodin věnovaných výrobní praxi. Na jednotlivých školách docházelo k diferenciaci výuky. Postupně se též posilovala role komunistické propagandy (předmět Občanská výchova). Od roku 1965 se SVVŠ dělily na přírodovědné a humanitní, výrobní praxe byla zredukována.

## Ukončení koncepce tříletých středních všeobecně vzdělávacích škol
Zákonem 168/1968 Sb. byla obnovena čtyřletá gymnázia a SVVŠ postupně přeměňovány na tento typ školy. V Praze tak bylo ve školním roce 1968/1969 přeměněno 70 procent SVVŠ na gymnázia.